# Грейвз, Клер Уильям
Грейвз, Клер Уильям (англ. Clare William Graves) (21 декабря 1914 — 3 января 1986) — американский психолог, доктор психологии (1945), профессор (1956). Является основоположником теории уровней развития человеческих биопсихосоциальных систем. Грейвз утверждал, что человек — это открытая развивающаяся система, что адаптационные возможности нашего мозга неограниченны, что в ответ на изменившиеся условия жизни люди развивают новые системы ценностей, изменяя собственный уровень психологического существования.

## Биография
Клер Грейвз получил степень бакалавра в Юнион Колледже (г.Скенектади, штат Нью-Йорк) в 1940 году. В 1948 году он вернулся в свою альма матер как адъюнкт-профессор со степенью доктора психологических наук, которую он получил в Университете Кейс Вестерн резерв. С 1956 года он продолжает работу в Юнион Колледже в профессорском статусе.
В 1943-1948 годах Грейвз консультирует ряд промышленных и коммерческих организаций, среди которых компании Алкоа и Дженерал Моторс. Также в эти годы в качестве консультанта он работает с системой карательно-исправительных учреждений штата Огайо. В период с 1948 по 1963 годы Грейвз консультирует по проблемам клинической, детской и взрослой психологии госпиталь и реабилитационный центр города Скенектади, штат Нью-Йорк. Кроме этого с 1957 года Клер Грейвз консультирует американский департамент социального обеспечения штата Вирджиния, социальный департамент и департамент психологического здоровья штата Нью-Йорк.
Его первая статья по эволюции развития человеческих систем была опубликована в Гарвард Бизнес Ревью в 1966 году. В последующие годы он опубликовал ещё несколько статей, раскрывающих его теорию развития сознания.
Профессор Грейвз оставил преподавательскую деятельность в 1978 году.
Клер Грейвз был женат на Мериан Грейвз, они воспитывали сына Роберта и дочь Сьюзан.

## Основная концепция
В процессе преподавания психологии профессор Грейвз часто сталкивался с вопросами студентов о том, какую из преподаваемых им моделей личности и моделей психотерапии считать «правильной». Инициированный им исследовательский проект привёл его к выводу о том, что существует несколько обособленных биопсихосоциальных систем, каждой из которых присущ свой набор ценностей и моделей поведения. При этом новые системы могут сменить старые, однако старые никуда не исчезают. Таким образом каждая новая система отличается от старой своей сложностью — новая система включает предыдущую и дополняется новыми свойствами, ранее не доступными. Более того, потенциально существуют новые биопсихосоциальные системы, которые сейчас могут быть не доступны, но будут существовать в будущем.
Свою теорию Грейвз называл «Теорией эмерджентных циклических уровней существования (The Emergent Cyclical Levels of Existence Theory)», ECLET. Основные её положения Грейвз приводил в следующих нескольких тезисах:
- Человеческая природа не является статичной или конечной. Человеческая природа меняется вследствие изменения условий существования и тем самым кует новые системы. Тем не менее, старые системы остаются с нами.
- Когда активируется новая система или уровень, мы меняем нашу психологию и правила жизни для того, чтобы адаптироваться к новым условиям.
- Мы живем в условиях потенциально открытой системы ценностей, и нам доступно неограниченное количество способов прожить жизнь. Нет никакого конечного состояния, к которому мы все должны стремиться.
- Человек, компания или общество в целом может позитивно реагировать только на те принципы управления, мотивационные призывы, методы образования, юридические и этические правила, которые приемлемы для нынешнего уровня человеческого существования.

Согласно теории Грейвза, развитие мировоззренческих систем идет по двойной спирали. Первая спираль представляет собой градацию условий жизни, в рамках которых существует система. Вторая спираль характеризует градацию психологических и когнитивных процессов, фильтры внимания, через которые люди воспринимают мир. Из взаимодействия первой и второй спирали возникают относительно устойчивые пары условий жизни и способов мышления, которые Грейвз обозначал парой букв.
Грейвз выделял следующие основные мировоззренческие системы:
| Код Грейвза | Условия жизни                                                             | Поведение человека                                                            |
| ----------- | ------------------------------------------------------------------------- | ----------------------------------------------------------------------------- |
| AN          | Естественная природная среда обитания                                     | Действия, подобные другим животным                                            |
| BO          | Таинственный и страшный мир, наполненный духами и пронизанный волшебством | Задабривать духов и объединяться вместе для обеспечения общей безопасности    |
| CP          | Жестокий и опасный мир, в котором каждый сам за себя                      | Бороться за выживание и удовлетворять потребности, невзирая на желания других |
| DQ          | Высшая власть регламентирует всякое поведение                             | Подчиняться высшей власти и сохранять верность Истине                         |
| ER          | Мир полон эффективных альтернатив и возможностей                          | Прагматично оценивать преимущества для достижения успеха                      |
| FS          | Гуманизм, равноправие, всеобщая коллективная взаимная поддержка и забота  | Присоединяться к сообществу для того, чтобы разделить развитие вместе с ним   |
| GT          | Мир — это естественный и органичный хаос                                  | Учиться оставаться свободным, сохраняя принципиальность                       |
| HU          | Мир — это единая живая сущность                                           | Искать порядок и взаимодействие в кажущемся хаосе                             |

Грейвз сопоставлял свою модель с ещё 25 моделями (подходами), из которых русскому читателю достаточно известны только теории Л. Колберга и Э. Эриксона.
Теория Клера Грейвза получила своё развитие в идеях Спиральной Динамики, являющейся результатом работы двух его учеников, Криса Кована и Дона Бека.
В 2005 году Крис Кован и Наташа Тодорович выпустили книгу «Бесконечное путешествие (The Never Ending Quest)», которая содержит обобщение ранее не публиковавшихся статей и аудиозаписей бесед Клера Грейвза.

## Цитаты
Сам Грейвз пояснял сущность и специфику своей модели следующим образом:

На каждом этапе существования взрослый человек находится в поисках священного Грааля, он ищет дорогу, по которой пойдет в своей жизни. На первом уровне он находится в поиске автоматического физиологического удовлетворения. На втором уровне он жаждет безопасности в жизни, и далее по очерёдности – поиск подтверждения своего героического статуса, власти и славы, поиск элементарного порядка, поиск материального благосостояния, поиск любовных отношений, поиск основы для самоуважения и поиск умиротворенности в нашем непостижимом мире. И лишь поняв свою неспособность обрести этот мир, человек направится в своё новое путешествие по девятому уровню.
Каждый раз, начиная свой поход, человек верит в то, что сможет найти ответ на вопрос о смысле своего существования. Однако, к своему удивлению и немалому смятению, на каждом этапе он обнаруживает, что решение вопроса бытия это не то решение, которое он собирался найти. Каждый достигнутый этап оставляет человека в растерянности и недоумении. Решая одни проблемы, он сразу же начинает сталкиваться с другими. И его путешествие становится бесконечным.
Оригинальный текст (англ.)At each stage of human existence the adult man is off on his quest of his holy grail, the way of life he seeks by which to live. At his first level he is on a quest for automatic physiological satisfaction. At the second level he seeks a safe mode of living, and this is followed in turn, by a search for heroic status, for power and glory, by a search for ultimate peace; a search for material pleasure, a search for affectionate relations, a search for respect of self, and a search for peace in an incomprehensible world. And, when he finds he will not find that peace, he will be off on his ninth level quest. As he sets off on each quest, he believes he will find the answer to his existence. Yet, much to his surprise and much to his dismay, he finds at every stage that the solution to existence is not the solution he has come to find. Every stage he reaches leaves him disconcerted and perplexed. It is simply that as he solves one set of human problems he finds a new set in their place. The quest he finds is never ending.
— The Never Ending Quest

Я не утверждаю, что одна из форм человеческого бытия во всех обстоятельствах абсолютно лучше и выше всех остальных форм. Я утверждаю другое: у каждой формы бытия есть такие обстоятельства, для которых она наилучшая. И когда меняются обстоятельства, когда форма человеческого бытия им более не подходит, то существуют другие формы, более высокие или более низкие, которые к новым обстоятельствам подходят гораздо лучше.
И ещё я утверждаю, что если рассматривать большие промежутки времени и брать во внимание благополучие всего человечества, то высшие формы лучше низших.
Поэтому высший долг тех, кто направляет общество, поощрять, подталкивать человечество от низших форм бытия к высшим.
Оригинальный текст (англ.)I am not saying in this conception of adult behavior that one style of being, one form of human existence is inevitably and in all circumstances superior to or better than another form of human existence, another style of being. What I am saying is that when one form of being is more congruent with the realities of existence, then it is the better form of living for those realities. And what I am saying is that when one form of existence ceases to be functional for the realities of existence then some other form, either higher or lower in the hierarchy, is the better form of living. I do suggest, however, and this I deeply believe is so, that for the overall welfare of total man's existence in this world, over the long run of time, higher levels are better than lower levels and that the prime good of any society's governing figures should be to promote human movement up the levels of human existence.
— Levels of Existence, Forms of Being